# Primer ministre del Canadà

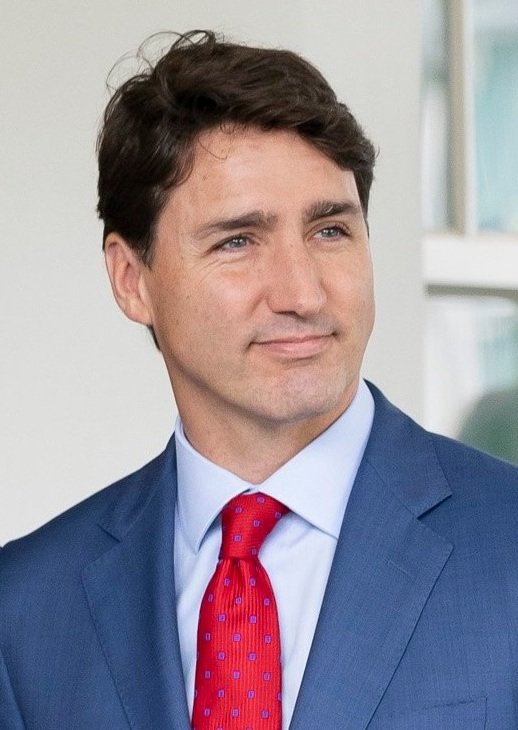
Justin Trudeau va ser el Primer ministre del Canadà del 2015 al 2025.

El primer ministre del Canadà (en anglès: Prime Minister of Canada, en francès: Premier ministre du Canada) és el primer ministre de la Corona canadenca, i per tant, el cap de govern del Canadà. El càrrec no està definit en cap dels documents que constitueixen la porció escrita de la constitució del Canadà; l'autoritat executiva recau en el monarca canadenc, el qual designa un governador general per exercir-la. El càrrec del primer ministre és part de la tradició de la convenció constitucional del Canadà. Fou creat imitant el càrrec de la Gran Bretanya durant el temps de la creació de la Confederació el 1867. La prefectura del govern britànica, tot i que ja s'havia desenvolupat per al 1867, no fou integrada formalment a la constitució britànica sinó fins al 1905, per la qual cosa, no apareix tampoc a l'Acta Constitucional canadenca del 1867.
El primer ministre és el líder del partit polític o coalició de partits amb el major nombre d'escons a la Cambra dels Comuns. Segons el protocol, tots els primers ministres reben el títol de "Molt Honorable" (en anglès: Right Honorable, en francès: Très honorable) per a tota la vida.
Mark Carney, líder del Partit Liberal del Canadà, és el primer ministre del Canadà des del 2025.